# Syngonanthus humboldtii
Syngonanthus humboldtii är en gräsväxtart som först beskrevs av Carl Sigismund Kunth, och fick sitt nu gällande namn av Wilhelm Willy Otto Eugen Ruhland. Syngonanthus humboldtii ingår i släktet Syngonanthus och familjen Eriocaulaceae.

## Underarter
Arten delas in i följande underarter:
- S. h. humboldtii
- S. h. parvus